# Kópasker
Kópasker är en ort i republiken Island. Den ligger i regionen Norðurland eystra, i den norra delen av landet, 300 km nordost om huvudstaden Reykjavik . Kópasker ligger 10 meter över havet och antalet invånare är 126. Den ligger vid sjöarna Klifatjörn och Kotatjörn.
Terrängen runt Kópasker är platt åt nordost. Havet är nära Kópasker åt sydväst. Trakten runt Kópasker är nära nog obefolkad, med mindre än två invånare per kvadratkilometer. Trakten runt Kópasker består i huvudsak av gräsmarker.
Kustklimat (maritimt klimat) råder i trakten. Årsmedeltemperaturen i trakten är 0 °C. Den varmaste månaden är juni, då medeltemperaturen är 11 °C, och den kallaste är februari, med −9 °C.